# Marcela Temer
Pour les articles homonymes, voir Temer, Tedeschi et Araújo (homonymie).
Marcela Temer, née Marcela Tedeschi Araújo le 16 mai 1983 à Paulinia, est l'épouse de Michel Temer, président de la république fédérative du Brésil du 31 août 2016 au 31 décembre 2018.

## Biographie

### Jeunesse et mariage
Marcela Tedeschi Araújo est née dans la ville de Paulínia en 1983. Son père est micro-entrepreneur dans le secteur de la restauration tandis que sa mère est femme au foyer. Étudiante à la Faculté de droit de l'université de São Paulo, elle obtient sa licence de droit en 2010 après avoir travaillé, quelques années plus tôt, comme réceptionniste à la rédaction du journal O Momento.
Candidate, à deux reprises, au concours de Miss de l'État de São Paulo, elle est finalement élue première dauphine de Miss São Paulo en 2002.
En 2002, elle accompagne son oncle Geraldo, employé municipal de Paulínia, à la convention annuelle du Parti du mouvement démocratique brésilien (PMDB), durant lequel elle rencontre le député Michel Temer, politique de quarante-trois ans son aîné et père de cinq enfants. Devenus amants, tous deux se marient finalement le 26 juillet 2003, durant une brève cérémonie qui s'est déroulée en petit comité. De ce mariage naît un fils, prénommé Michelzinho, en 2009.

### Première dame du Brésil
Au mois de juin 2010, Michel Temer est désigné candidat à la vice-présidence du Brésil dans le cadre de l'élection présidentielle du mois d'octobre suivant, comme colistier de Dilma Rousseff, candidate pour sa part du Parti des travailleurs. Durant la campagne, Marcela Temer reste discrète, n'intervenant qu'une seule fois sur les réseaux sociaux lorsqu'elle exprime publiquement son soutien au ticket Rousseff-Temer, finalement victorieux.
Le 1er janvier 2011, Dilma Rousseff et son mari sont respectivement investis présidente et vice-président de la république fédérative du Brésil pour un mandat de quatre ans. Épouse du second personnage de l'État, Marcela Temer devient officiellement la « deuxième dame » du Brésil, titre officieux que l'on accorde généralement à l'épouse du vice-président. Présente à la cérémonie d'investiture, elle se fait alors remarquer pour son élégance et sa tenue vestimentaire, qui lui valent des commentaires élogieux émanant de la presse brésilienne et des réseaux sociaux.

### Controverses
Le 15 février 2017, la justice annule en appel la censure d'articles parus dans Folha de S.Paulo et dans O Globo au sujet d'une tentative d'extorsion de fonds dont elle a été victime.